# Importkvot
Importkvot innebär en kvantitativ begränsning av införsel av en viss vara. Importkvoter minskar tillgången på varan i det aktuella landet, vilket leder till en prishöjning. Effekten är alltså densamma som för en tull, och man talar därför om importekvivalent tull. Den del av prishöjningen som inte bortfaller på grund av snedvridning kan tillfalla staten genom licensförsäljning, importören, eller eventuellt exportörerna ifall dessa organiserar sig.